# ليلى جمال
ليلى جمال (1 يناير 1944- 14 أبريل 2014)، ممثلة ومغنية مصرية.

## عن حياتها
ولدت في مدينة الإسكندرية، عملت في التلفزيون والمسرح والإذاعة ومع عدد قليل من الأعمال السينمائية، بدأت مشوارها التمثيلي في أواخر الستنيات القرن العشرين، بالإضافة لعملها بالتمثيل فقد غنت العديد من الأغاني في الإذاعة والسينما، تزوجت من حارس المرمى السابق سمير محمد علي.

## وصلات خارجية
- ليلى جمال على موقع الدهليز
- ليلى جمال على موقع قاعدة بيانات الأفلام العربية
- خبر وفاة ليلى جمال من موقع العربية الاخباري
- الفنانة ليلى جمال تتحدث عن بداياتها وأصولها الفنية في أحد اللقاءات التلفزيونية